# Pavol Hurajt
Pavol Hurajt, född i Poprad 4 februari 1978, är en slovakisk skidskytt som tävlar för Klub Biatlonu Osrblie i Osrblie.
Hurajt har deltagit i åtskilliga världsmästerskap med en fjortondeplats i Östersund 2008 som bästa individuella resultat. Han har två medaljplatser vid världscuptävlingar, i Fort Kent och på hemmaplan i Osrblie under säsongen 2003/2004. Han gjorde sin första OS-start i Turin 2006 med en 24:e-plats som bästa individuella placering. Han deltar också vid OS i Vancouver 2010 där han tog brons på masstarten.